# رازگنجینه (فیلم ۲۰۱۷)
راز گنجینه (چینی: 神秘寶藏) یک فیلم ماجراجویی به کارگردانی رونالد چنگ و گوردون چان و با بازی دایو وانگ، رونالد چنگ، فالا چن و جویس فنگ است.
این فیلم در سال ۲۰۱۷ در چین منتشر شد و نسخهٔ سه بعدی آن نیز در دسترس است.